# Heinz Rammelt
Friedrich August Heinz Rammelt (* 29. Januar 1912 in Leipzig; † 24. Juni 2004 in Dessau) war ein deutscher Tiermaler und Zeichner.

## Leben und Werk
Heinz Rammelt wurde im Januar 1912 als Sohn der Malerin Käte Rammelt-Bürger (1877–1943) in Leipzig geboren. 1927 begann er ebenda ein Studium an der Fachschule für Flach- und Hochdruck; von 1928 bis 1933 studierte er an den Kunstakademien in Leipzig und München, wo er Meisterschüler von Walter Tiemann und Angelo Jank wurde. Durch das Studium der Tieranatomie kam es zu Kontakten mit Heinrich Dathe und einer späteren Zusammenarbeit mit dem Berliner Tierpark und dem Leipziger Zoo.
Auf Anraten von Waldemar Bonsels wurden die ersten Kinderbücher Hannibal und Bambu im WestOst Verlag verlegt. In dieser Zeit illustrierte er u. a. für die Büchergilde Gutenberg. Ab 1936 arbeitete er freischaffend in Berlin und wurde 1940 Hauptzeichner bei der Deutschen Zeichenfilm, für deren einzigen, 1943 veröffentlichten Zeichentrickfilm Der arme Hansi er die Hauptfiguren entwarf. Während dieser Arbeit lernte er seinen späteren Freund Werner Klemke kennen.
Nach dem Zweiten Weltkrieg war Rammelt zunächst als freier Tier- und Landschaftsmaler tätig. Ab Ende der 1940er Jahre arbeitete er als Pressezeichner, Karikaturist und Illustrator für Presse und Verlage. Er war Mitglied des Kabaretts der Komiker unter Willi Schaeffers.
Rammelts Tierzeichnungen waren zunächst in der DDR-Kunst weniger gefragt, da sie für den sozialistischen Aufbau als nicht relevant betrachtet wurden. Dennoch gilt das von ihm illustrierte Buch Tiere haben das Wort von Karl Max Schneider, das sich zum Nachschlagewerk der Tierzeichnung entwickelte, als einer seiner großen Erfolge. Er konzipierte mit Meister Tusche ein Programm für Kinder, welches auch das DDR-Fernsehen ausstrahlte. Rammelt machte sich als einer der ersten Comiczeichner in der DDR-Presse verdient. Nicht umsonst erhielt er den Beinamen: „Walt Disney des Ostens“.
Rammelt illustrierte mehr als 60 Bücher, über 70 Dia-Kinderfilme, zahlreiche Bildergeschichten für die Berliner Illustrirte Zeitung, die Wochenpost, Frösi, Atze, Bummi und weitere. Sein zeichnerischer Nachlass befindet sich im Besitz der Familie.
Rammelt war bis 1990 Mitglied des Verbands Bildender Künstler der DDR. Die Stadt Dessau ehrte ihn 1982 mit dem Wilhelm-Müller-Preis.

## Familie
Seine im Oktober 1936 in Berlin-Charlottenburg geschlossene Ehe mit der Solotänzerin Gerda Kretzschmar wurde 1943 geschieden. Seine 1937 geborene Tochter Annekathrin Bürger ist eine deutsche Schauspielerin. Sein 1954 geborener Sohn Olaf Rammelt wurde ebenfalls Maler, Zeichner und Grafiker.

## Werke (Auswahl)
- Der Zoo ist größer als sein Zaun (Folge von Feder-Zeichnungen; 1952) u. a.[3][4]
- Hundeschau (Folge von Kreide-Zeichnungen; um 1953) u. a.[5][6]

## Ausstellungen (Auswahl)
- 1958: Berlin, Deutsche Akademie der Künste, Jahresausstellung
- 1974 und 1979: Halle/Saale, Bezirkskunstausstellungen